# 雷戈拉

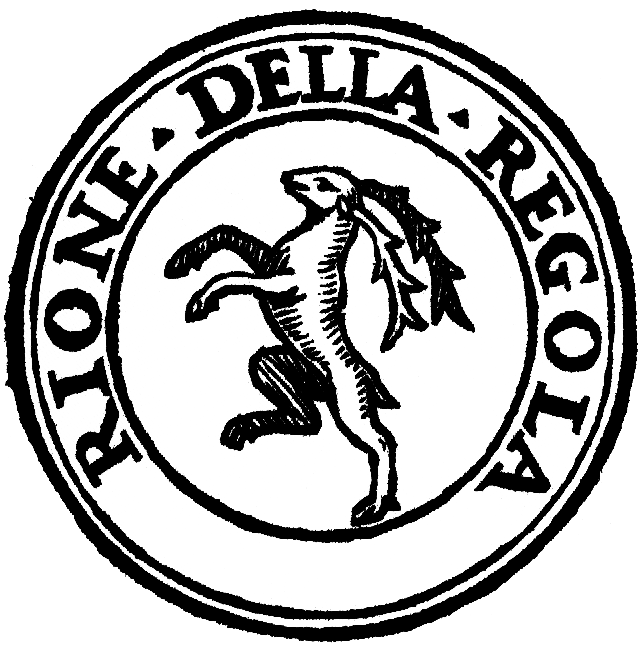
区徽

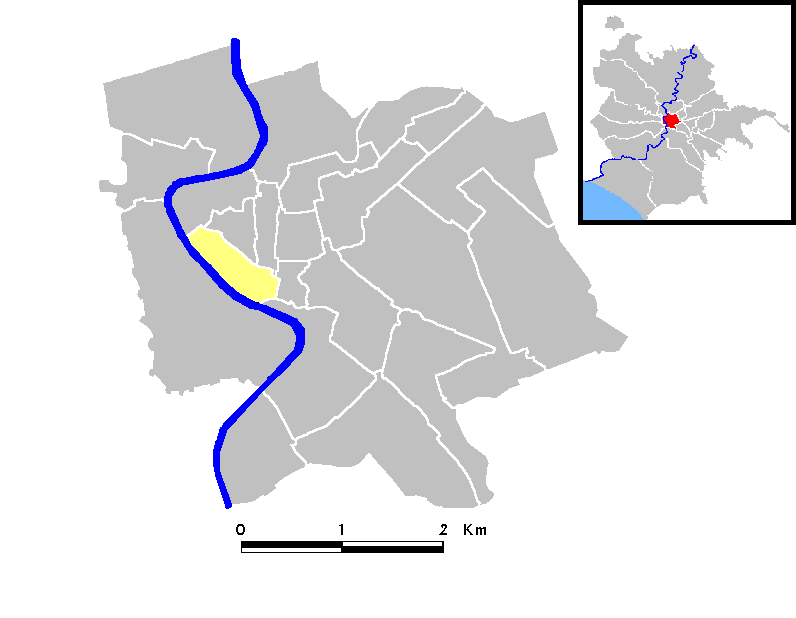
地图

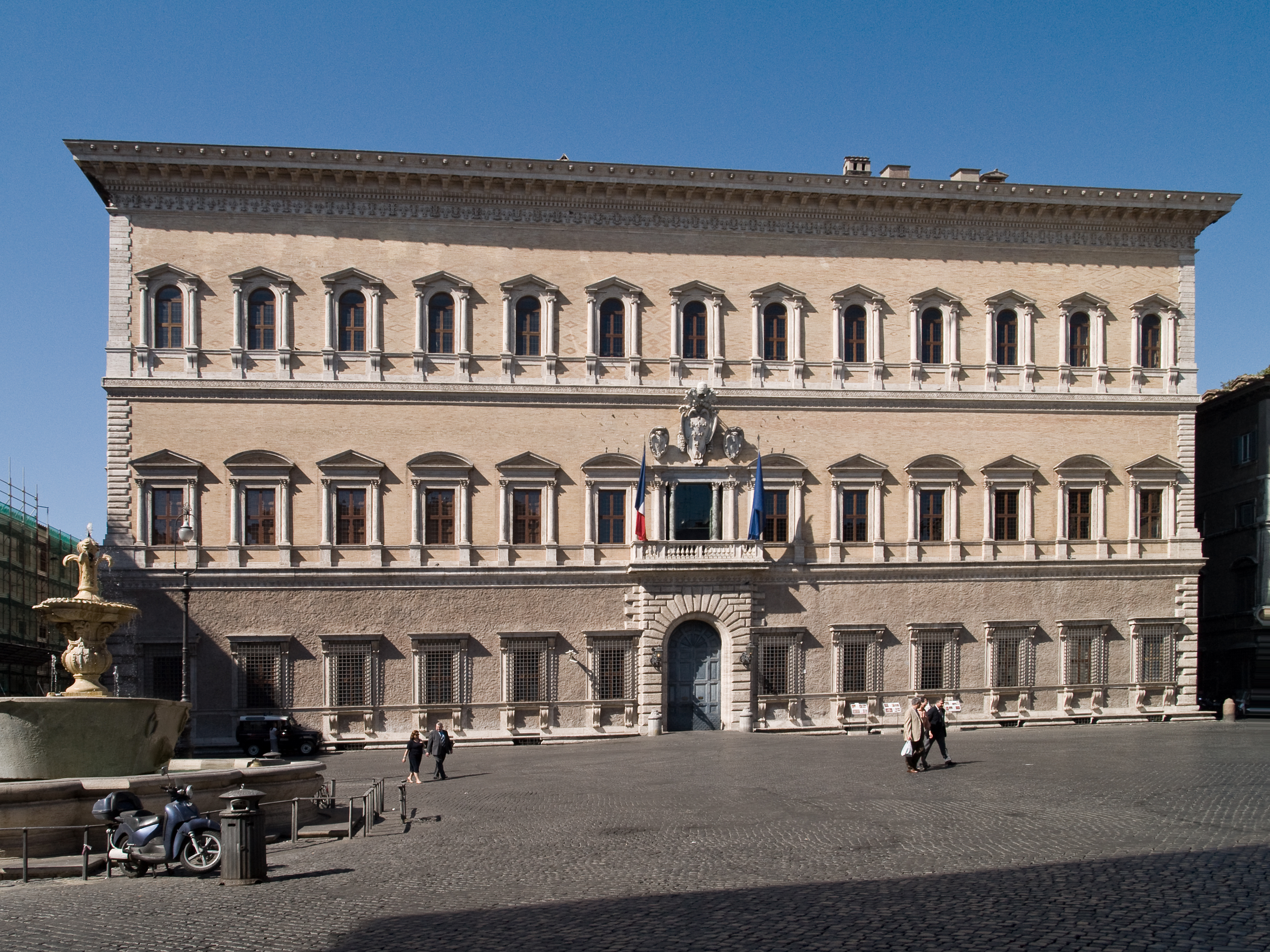
法尔内塞宫

雷戈拉（義大利語：Regola）是罗马的第七区。该区的标志是一只鹿。
在中世纪，因为台伯河水灾频繁，该地区是不健康的。 1875年，阻止台伯河洪水的墙壁建成后，该地区的面貌彻底改变。
该区虽小，但是包含各种类型的建筑：宫殿，医院，教堂，使馆，监狱，以及肮脏的贫民房子。